# Tytsjerk
Tytsjerk (niederländisch Tietjerk) ist ein niederländischer Ort mit 1.610 Einwohnern (Stand: 1. Januar 2024). Er gehört zur Gemeinde Tytsjerksteradiel.

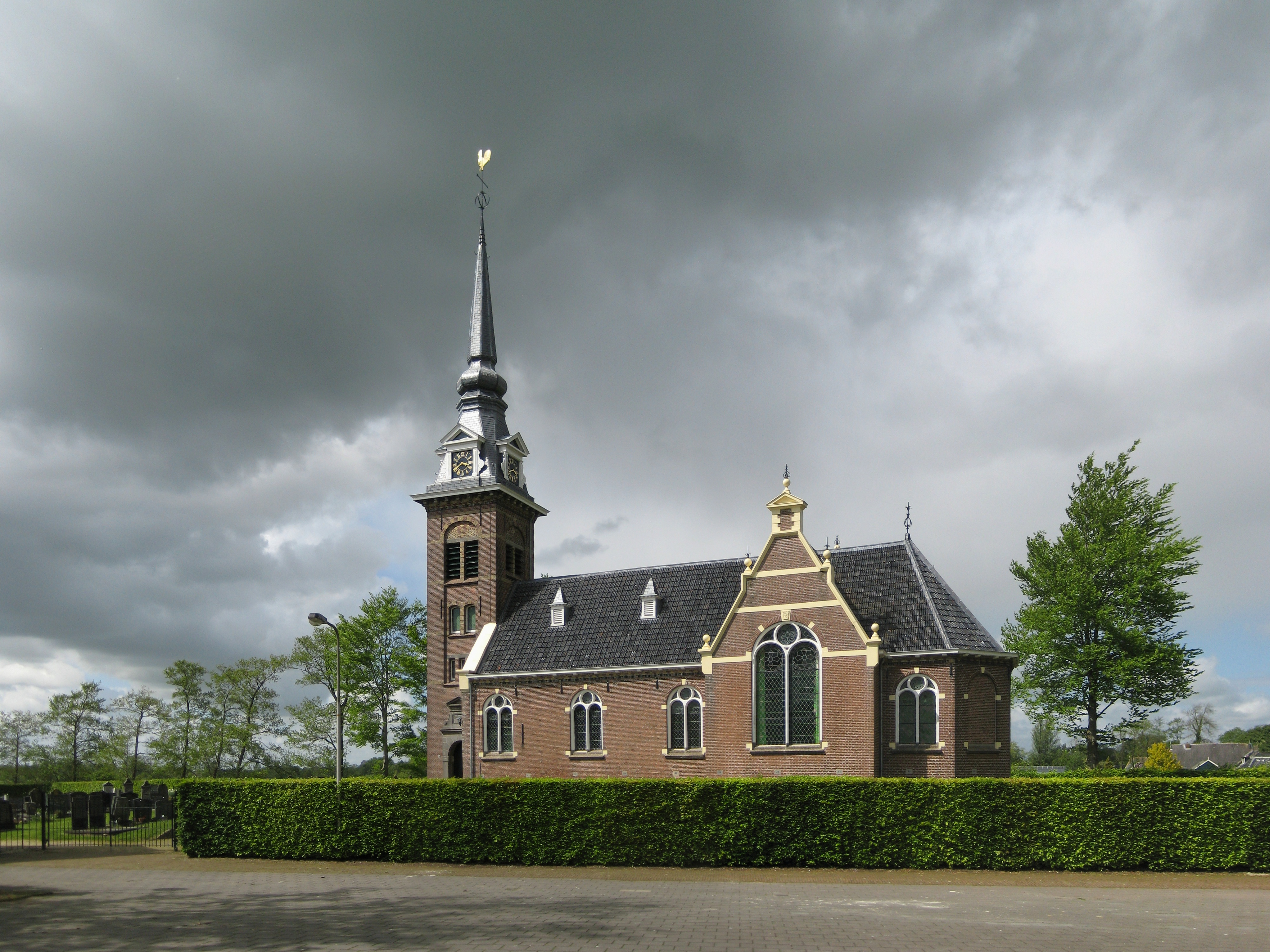
Kirche von Tytsjerk (2014)

| Jahr | Einwohnerzahl |
| ---- | ------------- |
| 1900 | 761           |
| 1930 | 882           |
| 1960 | 807           |
| 1978 | 1832          |
| 2008 | 1539          |
| 2017 | 1600          |

## Wappen
Das Wappen von Tytsjerk stellt einen Käscher und eine Sense auf rotem und blauen Grund dar. Es ist als Teil des Wappens der Gemeinde Tytsjerksteradiel übernommen worden.